# 不准掉頭
《不准掉頭》是一部1981年上映的香港電影。導演為蔡繼光，編劇高志森，由廖安麗等演員演出 。 
在香港地鐵荃灣綫通車前，修正早期系統有15個車站，九龍塘站位於中央，即任何方向的第8個站。當時坊間有不少人愛用"第八站"表示九龍塘站，本電影曾提及這詞彙。

## 演員
- 廖安麗	...	阿玲
- 林嘉華	...	阿強
- 吳浣儀	...	四眼妹
- 杜少明
- 麥嘉
- 黃百鳴
- 施介強
- 龐焯林
- 區樹湛
- 黃藝兒
- 方萍
- 余慕蓮
- 金彪
- 李依依
- 顏國樑
- 駱應鈞
- 楊又祥
- 鄭子敦
- 羅偉平
- 陳虹
- 許逸華
- 艾文	...	占美
- 關家麗
- 陸應康
- 日本仔
- 方茹
- 高志森

## 外部連結
- 香港影庫上《不准掉頭》的資料（繁體中文）
- 时光网上《不准掉頭》的資料（简体中文）
- 豆瓣电影上《不准掉頭》的資料 （简体中文）
- 互联网电影数据库（IMDb）上《不准掉頭》的资料（英文）